# Региональная лига Швейцарии по футболу
Вторая лига Швейцарии (2. Liga) или Региональная лига (2. Liga Regional) — шестой уровень швейцарского футбола. Лига разбита на 17 групп по 12-14 команд в каждой. Соревнования проводятся тринадцатью региональными федерациями футбола, поэтому лига носит такое название. С 1999 года Вторая лига разделена на Межрегиональную и Региональную лиги, пятый и шестой дивизионы соответственно. Региональная лига — второй дивизион для швейцарских и лихтенштейнских любителей.

## Структура розыгрыша
Соревнования проводятся в два круга, «каждый с каждым». По итогам регулярного сезона, лучшие команды выходит в Межрегиональную лигу.

## Участники
В сезоне 2012/13 в Региональную лигу заявлены 219 команд из тринадцати футбольных союзов Швейцарии. 
| Футбольный союз                                                              | Кантоны                                                                            |
| ---------------------------------------------------------------------------- | ---------------------------------------------------------------------------------- |
| Aargauischer Fussballverband (AFV)                                           | Аргау                                                                              |
| Fussballverband Bern/Jura (FVBJ) Association de football Berne/Jura (AFBJ)   | Юра Берн                                                                           |
| Innerschweizerischer Fussballverband (IFV)                                   | Люцерн Ури Цуг Нидвальден Обвальден                                                |
| Fussballverband Nordwestschweiz (FVNWS)                                      | Аргау Базель-Ланд Базель-Штадт Цюрих                                               |
| Ostschweizer Fussballverband (OFV)                                           | Гларус Граубюнден Санкт-Галлен Тургау Аппенцелль-Ауссерроден Аппенцелль-Иннерроден |
| Solothurner Kantonal-Fussballverband (SKFV)                                  | Золотурн                                                                           |
| Fussballverband Region Zürich (FVRZ)                                         | Шаффхаузен Швиц Цюрих                                                              |
| Federazione ticinese di calcio (FTC)                                         | Тичино                                                                             |
| Association fribourgeoise de football (AFF) Freiburger Fussballverband (FFV) | Фрибур                                                                             |
| Association cantonale genevoise de football (ACGF)                           | Женева                                                                             |
| Association neuchâteloise de football (ANF)                                  | Нёвшатель                                                                          |
| Association valaisanne de football (AVF)                                     | Вале                                                                               |
| Association cantonale vaudoise de football (ACVF)                            | Во                                                                                 |